# 雀斑隆背海鯰
雀斑隆背海鯰為輻鰭魚綱鯰形目海鯰科的其中一種，分布於中東太平洋巴拿馬海域，體長可達35公分，棲息在沿海底層水域，可做為食用魚。

## 擴展閱讀
維基物種上的相關：雀斑隆背海鯰